# Camilo de Mendonça
Camilo António de Almeida da Gama de Lemos de Mendonça (Alfândega da Fé, Vilarelhos, 23 de Julho de 1921 – Oeiras, Oeiras e São Julião da Barra, 5 de Abril de 1984) foi um engenheiro agrónomo, político e dirigente cooperativo que se notabilizou como o principal impulsionador da construção do Complexo Industrial do Cachão, um empreendimento agroindustrial que contribuiu para revolucionar a agricultura tradicional do nordeste de Portugal.

## Família
Filho de Mário Augusto de Lemos de Mendonça (Alfândega da Fé, Vilarelhos, 9 de Fevereiro de 1893 – Lisboa, 30 de Novembro de 1979), Senhor da Casa dos Lemos de Vilarelhos, etc, Regente Agrícola, bisneto do 1.º Barão de Barcel, sobrinho-neto por afinidade da 1.ª Viscondessa de Barcel e neto materno de Francisco António Pereira de Lemos, e de sua mulher (Eucízia, 15 de Setembro de 1920) Maria Cândida de Almeida da Gama Pimentel (Eucízia, 10 de Junho de 1895 - 8 de Janeiro de 1981), Herdeira, Senhora das Casas de Cedães, do Vale do Salgueiro, de Eucízia, dos Azevedos de Vilarelhos e de Ferradosa, e primo-irmão de Joaquim Manuel Manso de Lemos de Mendonça.

### Casamento e descendência
Casou em Travanca, na Casa dos Barrosos, a 8 de Novembro de 1947 com Ana Maria Angélica de Meneses Barroso de Moura Pegado (Travanca, Casa dos Mouras Carvalhais, 24 de Agosto de 1921 – ?), Senhora da Casa dos Barrosos de Travanca e Co-Proprietária da Quinta do Vale da Porca, na Vilariça, filha de José António de Moura Pegado, sobrinho-bisneto do 1.º Visconde de Seabra, e de sua mulher e prima-sobrinha Teresa Corina do Céu Pegado de Meneses de Sousa Barroso, sobrinha-trineta do 1.º Visconde de Seabra, com geração.

## Biografia
Camilo de Mendonça nasceu a 23 de Julho de 1921 em Vilarelhos, concelho de Alfândega da Fé, distrito de Bragança.
Licenciou-se em Engenharia Agronómica pelo Instituto Superior de Agronomia da Universidade Técnica de Lisboa.
Ingressou na vida política filiando-se na União Nacional, a organização política que suportava o Estado Novo, organização de que seria vogal da Comissão Executiva e membro da Comissão Organizadora do IV Congresso.
Alto funcionário público, entre outras funções políticas, foi Secretário do Secretário de Estado da Agricultura, Secretário de Estado do Ministério da Agricultura, vogal do Conselho Cooperativo, presidente da Comissão Administrativa do Grémio dos Armazenistas e Produtores de Azeite em 1947, em cuja qualidade integrou como Procurador a Câmara Corporativa, pelo Comércio do Azeite na IV Legislatura, na qual fez parte da 4.ª Secção - Azeite, Frutas e Produtos Hortícolas, não tendo subscrito ou relatado qualquer parecer, tendo na XI Legislatura sido nomeado pelo Conselho Corporativo e sido 2.º Vice-Presidente da Mesa, Membro do Conselho da Presidência e feito parte da 12.ª Secção - Interesses de Ordem Administrativa, 1.ª Subsecção - Política e Administração Geral, não tendo subscrito ou relatado qualquer parecer, presidente da Junta do Café ou Junta da Exportação do Café de 1953 a 1957, deputado eleito pelo círculo eleitoral de Bragança à Assembleia Nacional na VI, VII e X Legislaturas (1953 a 1973), Delegado do Governo junto do Grémio dos Armazenistas e Exportadores de Azeite de 1953 a 1957, Vice-Presidente Adjunto do Conselho Técnico Corporativo de 1953 a 1957, primeiro presidente do conselho de administração da Radiotelevisão Portuguesa, SARL (a actual RTP) em 1957, Presidente do Grémio dos Agricultores e da Federação dos Grémios da Lavoura do Nordeste Transmontano (desde a sua fundação), vice-presidente da Comissão de Coordenação Económica.
Empreendedor e persistente, em 1964, como um dos membros do setor desenvolvimentista do Regime, foi o grande impulsionador e liderou a fundação, no concelho de Mirandela, do empreendimento do Complexo Agro-Pecuário e Agro-Industrial do Cachão. Projectado para suportar uma verdadeira revolução agrícola que colocaria a agricultura transmontana ao nível das melhores congéneres europeias, para além de um complexo destinado à agro-indústria, o empreendimento incluía a extensão do regadio a uma vasta área, suportado pela construção de 130 barragens de terra.
Nos anos de 1975 a 1978, como consequência da Revolução do 25 de Abril, o projecto entrou em colapso. Apesar disso, ficaram diversas fábricas, algumas das quais vieram a encerrar posteriormente, e as seguintes barragens: Vila Flor, Alfândega da Fé, Cachão, Carvalheira, Vilarelhos e Vilares da Vilariça.
Dada a sua ligação ao regime do Estado Novo, tendo sido próximo de Marcelo Caetano, Camilo de Mendonça optou pelo exílio voluntário no Brasil, regressando a Portugal doente e confinado a uma cadeira de rodas, falecendo pouco depois.
Camilo de Mendonça foi padrinho de baptismo de Marcelo Rebelo de Sousa.
Camilo de Mendonça é lembrado por um busto (da autoria do escultor Hélder José Teixeira de Carvalho) colocado junto à Escola Secundária de Mirandela (Av. Camilo de Mendonça) e na toponímia das freguesias de Gostei (Bragança) e de Carrazeda de Ansiães.